# Ki Sap
Ki Sap és un grup valencià de música ska. El seu primer CD (Ki sap), d'ambient festiu i textos compromesos, apareix l'any 1999.

## Discografia
- 1998 - L'horta ska
- 1999 - Ki sap
- 2001 - Rural style
- 2003 - 10 tone
- 2005 - Ki Sap meets Valencia All Stars
- 2007 - The shake it up's
- 2009 - At New Rockers Studios
- 2014 - Keep skankin